# 高畑辰雄
高畑 辰雄（たかはた たつお、生年不明 - 1943年（昭和18年）4月7日）は、日本の海軍軍人。海兵64期。太平洋戦争において582空艦爆隊長として「い号作戦」に参加。戦死による一階級昇進で最終階級は海軍少佐。

## 人物・来歴
福島県喜多方町出身。喜多方中学を経て、1937年（昭和12年）3月海軍兵学校を卒業。高畑は海兵64期で、同期生に美濃部正、石田捨雄、折笠重康がいる。席次は160名中100番。高畑は艦上爆撃機搭乗員となり、宇佐空では教官として実用機教程を指導した。
五八二空

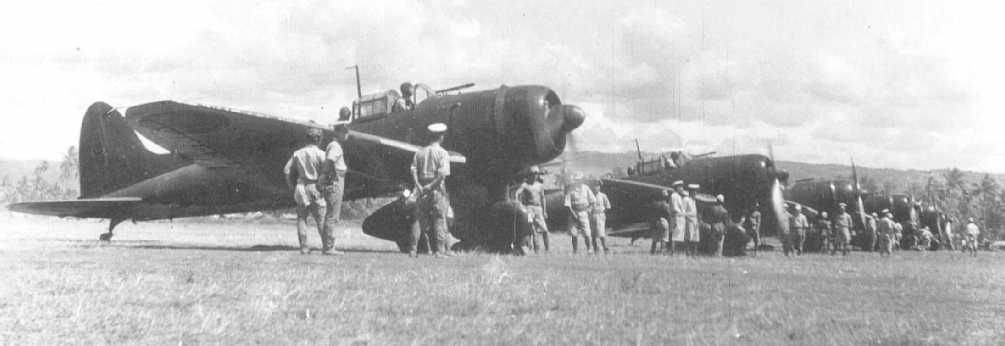
い号作戦でラバウルを発進する582空所属の「九九艦爆」

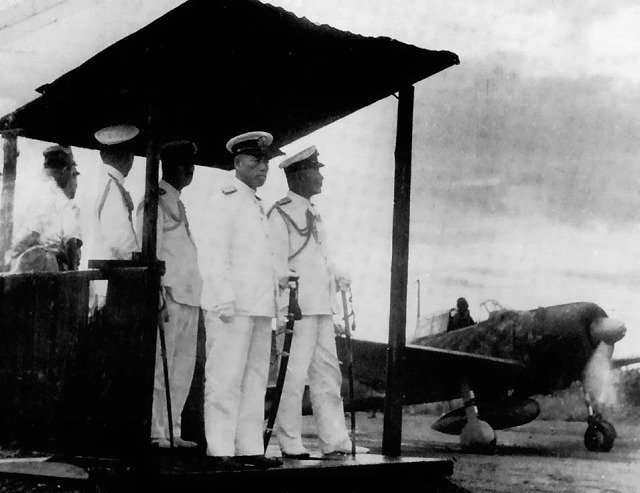
1943年4月6日、高畑らは山本五十六連合艦隊司令長官の見送りを受け、ラバウル東飛行場から発進基地となるブインへ向かった。

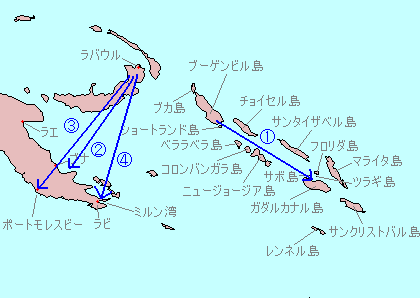
①がX攻撃の進撃路。サンタイサベル島右側から進撃路へおろした垂線と進撃路の交点付近がブラク島。

1942年（昭和17年）11月、ガダルカナル島の戦いで戦力を消耗していた2空に対し、南西方面を担当していた31空、33空、35空、40空などから艦爆搭乗員が増強された。この部隊は当時の日本海軍が保有する唯一の基地艦爆隊で、名称を「582空」と改め、ラバウルを基地とした。「582」とは、艦爆隊、舞鶴鎮守府所属、特設部隊を意味する。主要幹部は司令山本栄大佐、戦闘機隊長進藤三郎大尉、艦爆隊長井上文刀少佐で、戦闘機1コ分隊36機、艦爆2コ分隊24機からなっていた。高畑はその艦爆分隊長として956空（35空）から転属となった。
米軍のガダルカナル攻撃が開始された際、片道攻撃を行った一人でもあった井上少佐は、12月のブナ（ニューギニア島東部）攻撃での負傷により内地後送となり、高畑は艦爆隊長となる。高畑は1943年（昭和18年）1月のレンドバ敵陣地索敵攻撃、3月の第一次ルッセル島攻撃、第二次ルッセル島攻撃で艦爆部隊を指揮した。
同年4月7日、高畑はX攻撃（ガダルカナル方面敵艦船攻撃）部隊の第二攻撃隊指揮官として、582空の「九九艦爆」18機を率いてブーゲンビル島ブイン基地を出撃した。第一攻撃隊の空母「瑞鶴」艦爆隊17機を率いるのは、高畑の親友であった高橋定大尉、第三攻撃隊の空母｢飛鷹｣艦爆隊小隊長は、宇佐空時代の教え子豊田穣中尉である。しかしその進撃途上のブラク島東方で高畑機は海上に不時着（2番機が確認）し、高畑は偵察員の駒沢一真上飛曹とともに行方不明、未帰還となった。この日、582空艦爆隊は高畑機のほか、第5小隊の3機が自爆、未帰還となり、攻撃目標であったツラギ（フロリダ島）の右上空に密雲があったため、攻撃できたのは全15機中8機であった。
582空は開隊以来、高畑を含め12名の士官を失ったが、高畑の後任に閻魔の異名をもつ江間保大尉を迎え、1944年（昭和19年）のラバウル航空隊解散まで戦いを続けていくこととなる。
先任下士官の推測
582空艦爆隊は、この攻撃で高畑機以外にも、エンジン不調のため引き返したもの1機、海上に不時着したもの1機（未帰還）があった。582空先任下士官は、生還した搭乗員たちの話から、高畑の行動につき次のように推測している。なおこの先任下士官は、高畑機の偵察員としてラッセル島攻撃に参加し、「九九艦爆」の後席から高畑の闘志と技量を見届けた人物である。
人物
高畑と折笠は稚松会会員で、海兵在校中から柴五郎などの幹部から指導を受けていた。高畑の人柄については、「気さくな人で、われわれにも笑顔をもって接した」（582空主計科士官）、「豪放磊落な親分肌」、「飾らない人」（582空先任下士官）などがある。「おれが先頭」が口癖で、さしかけの将棋を「帰ってからつづけよう」と語り最後の出撃に向かった。

## 関連する人物
- 樫村寛一：第一次ラッセル島攻撃で戦死した582空戦闘機隊員
- 宮野善治郎：第一次ラッセル島攻撃直掩隊指揮官